# Akmazdam, Arpaçay
Akmazdam là một xã thuộc huyện Arpaçay, tỉnh Kars, Thổ Nhĩ Kỳ. Dân số thời điểm năm 2010 là 111 người.